# Larix laricina
Larix laricina là một loài thực vật hạt trần trong họ Thông. Loài này được (Du Roi) K.Koch miêu tả khoa học đầu tiên năm 1873.